# Middleton (ort i Australien, Tasmanien)
Middleton är en ort i Australien. Den ligger i kommunen Kingborough och delstaten Tasmanien, i den sydöstra delen av landet, omkring 39 kilometer söder om delstatshuvudstaden Hobart. Antalet invånare är 499.
Trakten är glest befolkad. Närmaste större samhälle är Cygnet, omkring 17 kilometer nordväst om Middleton. 
Genomsnittlig årsnederbörd är 920 millimeter. Den regnigaste månaden är juli, med i genomsnitt 114 mm nederbörd, och den torraste är februari, med 49 mm nederbörd.